# یواس‌اس هاتاک (وای‌تی‌بی-۲۱۹)
یواس‌اس هاتاک (وای‌تی‌بی-۲۱۹) (به انگلیسی: USS Hatak (YTB-219)) یک کشتی بود که طول آن ۱۱۰ فوت ۰ اینچ (۳۳٫۵۳ متر) بود. این کشتی در سال ۱۹۴۴ ساخته شد.